# Серра-Гауша
Серра-Гауша (порт. Serra Gaúcha) — гірський район в північно-східній частині штату Ріу-Гранді-ду-Сул, Бразилія. Велику частину населення району складають бразильці німецького та італійського походження. В результаті, у містах вплив цих народів проявляється в архітектурі, кухні та культурі.
Через район проходить кілька відомих туристичних маршрутів, таких як Rota Romântica по слідам намецької колонізації, більш італійська Caminhos da Colônia, марштур пробування вин Rota da Uva e o Vinho та присвячений чудових ландшафтам Região das Hortênsias. В районі також існують популярні серед туристів гарячі джерела в муніципалітеті Нова-Прата.
До району входить 74 муніципалітетів, з яких найважливіші Кашіас-ду-Сул, Бенту-Гонсалвіс, Фарропілья, Грамаду, Канела, Нова-Прата, Нова-Петрополіс і Карлус-Барбоза.